# Liscomb River
Liscomb River är ett vattendrag i Kanada.   Det ligger i provinsen Nova Scotia, i den östra delen av landet, 1 100 km öster om huvudstaden Ottawa.
I omgivningarna runt Liscomb River växer i huvudsak blandskog.